# دشت کنار (حاجی‌آباد)
دشت کنار (حاجی‌آباد)، روستایی از توابع بخش مرکزی شهرستان حاجی‌آباد در استان هرمزگان ایران است.این روستا در فاصله 10 کیلومتری از طاشکوییه و دارای قدمتی دیرینه است.در اوایل انقلاب دارای رونق بوده اما رفته رفته با کوچ کردن اهالی بسیار کم تراکم شده است.اما رفته رفته با رونق گرفتن کشاورزی و با رفتن سطح امکانات در حال بازگشت به روزهای خوب خود است..عمده جمعیت آن قوم دولخانی و درویش بیگی و بومی های روستای قلاتویه داراب به همراه تعدادی از محلی های هرمزگان و قوم مرادی تشکیل شده است.محصولات کشاورزی در این روستا شامل گندم،پنبه،کنجد،گرمک،ذرت،هندوانه،جو،دانه های روغنی کلزا میباشد..

## جمعیت
این روستا در دهستان طارم قرار دارد و براساس سرشماری مرکز آمار ایران در سال ۱۳۸۵، جمعیت آن ۱۴ نفر (۵خانوار) بوده‌است.